# 理想禁區
《理想禁區》（原名：《網癮禁區》）是中國漫畫家李曉楠在騰訊動漫連載的網絡漫畫。2017年10月10日起由東京都會電視台播出。

## 故事簡介
主角黎響是一個沉迷於網略遊戲而荒廢學業、虛度人生的少年，在被扔進了暗無天日的特殊學校之後，他開始了一段出乎意料的新生活。在這裡，他邂逅了一心成就自我、不斷努力的富二代，並與表面冷若冰霜、實則正直純良的初戀女神重逢，同時也見識到了為了私利而背叛朋友、放棄尊嚴的同學。
在不斷重新整理三觀的過程中，一度成為廢柴的他，在身體與心靈上都得到了重塑，並在夥伴的支援下走上了逆襲之路。

## 登場角色
黎響
配音：（日）植田慎一郎；（中）李兰陵
本作的男主角。初中時曾經是田徑隊的主力。
但是因某種原因而沉迷網絡荒廢了學業。
黎響的媽媽為了治療他，將他強行送入“育才精英再教育學校”。
羅織
配音：（日）安濟知佳；（中）葉知秋
“育才精英再教育學校”的學生會長。曾經是黎響的初中同學。
以前的她是個溫柔穩重大方的女孩，現在不知為何性格大變。
孟進
配音：（日）內山昂輝；（中）藤新
腹黑富二代。似乎在“育才精英再教育學校”擁有某種程度的特權。
突然出現在入學後便想跳樓自殺的黎響面前，並向他提出了某個交易。
冼石
配音：（日）間宮康弘；（中）圖特哈蒙
金倩倩
配音：（日）原島梢；（中）四刀輝彰

## 電視動畫

### 製作人員
- 原作：李曉楠（《騰訊動漫》漫畫連載）
- 漫畫編輯：安彥高
- 監督、系列構成、編輯：董易
- 角色設計：梁圓
- 美術監督：林正喆
- 錄音工作室：HALF H・P STUDIO
- 音響監督：Manels Favre
- 日本語版音響監督：麥島哲也
- 音樂：Manels Favre、Max Huang
- 執行製片人：杉肉蓋飯、米蟲
- 製片人：唐云康
- 總製片人：李豪凌
- 動畫製片人：陳巍文、張緣
- 製作人：鄒正宇
- 動畫製作：上海繪界文化傳播有限公司
- 製作協力：STUDIO Purple-I、繪夢株式會社
- 製作：EVIL OR LIVE製作委員會

### 主題曲
日本版主題曲
片頭曲（第1话ED）
填詞、作曲：Fümi，編曲：橘井健一，主唱：NormCore
中國版主題曲
片頭曲《Vein》
作詞：EricJuu，作曲：G-Fun，主唱：Garex &EricJuu
片尾曲《回家的路》
作词：张汇泉，作曲、编曲：錢襄、沈辑，主唱：张戀歌

### 各話列表
| 話數   | 中文標題                 | 日文標題 | 劇本       | 分鏡 | 演出          | 作畫監督            | 总作画监督 |
| ------ | ------------------------ | -------- | ---------- | ---- | ------------- | ------------------- | ---------- |
| 第1話  | 絕望之地                 |          | 董易、米蟲 | 董易 | 林承锋 申起彻 | 趙勛、田鍾民 洪風均 | 朴真美     |
| 第2話  | 冰冷與溫柔的雙眸         |          |            |      |               |                     |            |
| 第3話  | 喜獲好人卡               |          |            |      |               |                     |            |
| 第4话  | 弱气少年要反攻！         |          |            |      |               |                     |            |
| 第5话  | 准备挑战新BOSS           |          |            |      |               |                     |            |
| 第6话  | 直播大型修罗场           |          |            |      |               |                     |            |
| 第7话  | 黑历史                   |          |            |      |               |                     |            |
| 第8话  | 少年黑化之后             |          |            |      |               |                     |            |
| 第9话  | 文明和谐大比武           |          |            |      |               |                     |            |
| 第10话 | 是心怀鬼胎还是另有隐情？ |          |            |      |               |                     |            |
| 第11话 | 女神被囚盟友失踪         |          |            |      |               |                     |            |
| 第12话 | 回家……                   |          |            |      |               |                     |            |

### 播放電視台
日本深夜動畫：下文記載的日本国内播放時間使用日本標準時間（UTC+9）表示。因為部分時間标识會採用30小时制，因此請留意这类超过24:00的时间，其實際播放時間為翌日清晨。
| 播放地區 | 播放電視台     | 播放日期         | 播放時間（UTC+9）                     | 備註 |
| -------- | -------------- | ---------------- | ------------------------------------- | ---- |
| 東京都   | 東京都會電視台 | 2017年10月10日－ | 星期二 25時41分－26時10分(星期二深夜) |      |

| 網路播放日期     | 網路播放時間            | 播放網路平台               | 備註           |
| ---------------- | ----------------------- | -------------------------- | -------------- |
| 2017年10月10日 - | 星期二 02:00 深夜更新   | ビデオマーケットにて       |                |
| 2017年10月11日 - | 星期三 22:30 晚上更新   | niconico動畫               |                |
| 2017年10月10日 - | 星期二 02:05 深夜後更新 | 愛奇藝、騰訊視頻、bilibili | 有中文配音先行 |
| 2017年10月17日 - |                         | 愛奇藝、騰訊視頻、bilibili | 有日語配音     |

## 外部連結
- （简体中文）理想禁區漫畫 騰訊動漫官方網站 （页面存档备份，存于）
- （日語）電視動畫「理想禁區」官方網站 （页面存档备份，存于）
- （日語）理想禁區的X（前Twitter）